# Rickey Jackson
Pour les articles homonymes, voir Jackson.
Pro Football Hall of Fame 2010
(en) Statistiques sur pro-football-reference
Rickey Anderson Jackson, né le 7 février 1946 à Pahokee en Floride, est un joueur américain de football américain ayant évolué comme linebacker.
Il joue aux Saints de La Nouvelle-Orléans (1981–1993) puis aux 49ers de San Francisco (1994–1995).
Il est un ancien élève de Pahokee High School.